# 叫び (野猿の曲)
「叫び」（さけび）は、日本の歌手グループ、野猿の2枚目のシングル。1998年9月17日発売。

## 解説
- フジテレビ系『とんねるずのみなさんのおかげでした』テーマソング。
- この曲のPVは、アメリカの砂漠地帯・ドライレイクで撮影された。
- PV内では、雨が止みメンバー全員が静止するシーンで半田がズンドコをしてしまい、石橋にネタにされた。
- ジェイソン・シェフ（シカゴ）が英語でカヴァーしている楽曲でもある。

## 収録曲
1. 叫び 
作詞：秋元康、作曲：後藤次利、編曲：後藤次利・田原音彦
1枚目のアルバム『STAFF ROLL』、ベスト・アルバム『撤収』に収録。
2. ROSE 
作詞：秋元康、作曲：後藤次利、編曲：後藤次利・田原音彦
3. 叫び -Instrumental-
4. ROSE -Instrumental-